# Macroocula sinaica
Macroocula sinaica (лат.) — вид мелких ос рода Macroocula из семейства Bradynobaenidae (Apterogyninae). Аравийский полуостров (ОАЭ, Оман, Саудовская Аравия), Египет, Иордания, Иран.

## Описание
Внешне похожи на ос-немок (Mutillidae). Длина тела около 1 см. Основная окраска желтоватая (брюшко темнее).
Голова, мезосома и первый метасомальный сегмент от тёмно-жёлтого до рыжевато-красного, другие брюшные сегменты буровато-чёрные. 
Глаза крупные, полусферические; их диаметр в несколько раз больше расстояния между ними и основанием усиков у самцов или равно ему у самок. Вертлуги средней пары ног с выступом (на переднем и заднем выступов нет). Имеют резкий половой диморфизм: самки бескрылые с короткими 12-члениковыми усиками, самцы крылатые с длинными 13-члениковыми усиками. Биология неизвестна. Сходен с видом Macroocula nitida, но отличается стебельком брюшка T1 (у Macroocula sinaica он субконический, а не субцилиндрический как у Macroocula nitida) и другими признаками.